# René Privat
René Privat (Coux-Saint Sauveur, 4 december 1930 – Le Puy-en-Velay, 19 juli 1995) was een Frans wielrenner.

## Biografie
Hij was profwielrenner van 1952 tot 1962. Een zeer aanvallend ingestelde renner, die vooral veel in de Ronde van Frankrijk zijn talenten etaleerde. Hij was een renner met een behoorlijk klimtalent. Hij heeft als profwielrenner 19 overwinningen op zijn naam staan, waarvan de meest aansprekende Milaan-San Remo was in 1960, enkele jaren voor het einde van zijn carrière als  profwielrenner. Hij won deze klassieker vóór zijn landgenoot Jean Graczyk. Als zijn meest succesvolle jaar kan 1957 worden aangemerkt. In dat jaar won hij drie ritten in de Ronde van Frankrijk.

## Belangrijkste overwinningen
- Internationaal Wegcriterium, 1955
- Genua-Nice, 1955
- Ronde van Frankrijk 1957, 2e, 11e, 15e etappe
- GP Stan Ockers, 1959
- Milaan-San Remo, 1960
- Ronde van Frankrijk 1960,  2e etappe

## Andere belangrijke resultaten
- 5e Ronde van Lombardije, 1955
- 2e Frans kampioenschap op de weg,1956
- 2e Waalse Pijl, 1957
- 6e Bordeaux-Parijs, 1958
- 3e Frans kampioenschap op de weg,1959
- 7e Luik-Bastenaken-Luik, 1960
- 8e Super Prestige Pernod, 1960

## Resultaten in voornaamste wedstrijden
| Jaar | Ronde van Italië | Ronde van Frankrijk | Ronde van Spanje |
| ---- | ---------------- | ------------------- | ---------------- |
| 1953 |                  | opgave              |                  |
| 1954 |                  | 52e                 |                  |
| 1955 |                  |                     |                  |
| 1956 |                  | 9e                  |                  |
| 1957 |                  | 31e (3)             |                  |
| 1958 |                  | 60e                 |                  |
| 1959 |                  | opgave              |                  |
| 1960 |                  | opgave (1)          |                  |
| 1961 |                  | opgave              |                  |

| Jaar | Milaan-San Remo | Parijs-Roubaix | Luik-Bast.‑Luik | Ronde van Lombardije | Waalse Pijl |  | Wereldranglijsten |
| ---- | --------------- | -------------- | --------------- | -------------------- | ----------- |  | ----------------- |
| 1953 |                 |                |                 |                      |             |  |                   |
| 1954 |                 |                |                 |                      |             |  |                   |
| 1955 |                 |                |                 | 5e                   |             |  |                   |
| 1956 |                 | 27e            |                 |                      |             |  |                   |
| 1957 | 17e             | 58e            |                 |                      | Zilver      |  |                   |
| 1958 | 10e             |                |                 |                      |             |  |                   |
| 1959 |                 |                |                 |                      |             |  |                   |
| 1960 | Goud            | 30e            | 7e              |                      |             |  | 8e (SPP)          |
| 1961 | 42e             |                |                 |                      |             |  |                   |